# عملية الخضيرة
كانت عملية الخضيرة عملية تفجيرية وقعت يوم 26 أكتوبر 2005 عند مدخل سوق الفاكهة والخضار الرئيسي في الخضيرة. اختير موقع العملية ليوقع أكبر عدد من القتلى. قتل سبعة أشخاص في العملية، وجرح 55 شخصاً، منهم خمسة في حالة خطيرة.
أعلن الجهاد الإسلامي مسؤوليته عن العملية.

## العملية
خلال ساعات ما بعد الظهر يوم الأربعاء الموافق 26 أكتوبر 2005 اقترب المنفذ الذي كان يرتدي حزام ناسف مخبأ تحت ثيابه من مكان السوق المفتوح في بلدة الخضيرة الساحلية. وكان السوق مزدحم بالمتسوقين قبيل عطلة لدى اليهود، مع تبضع الكثيرين من أجل عطلة نهاية الأسبوع. وقام المنفذ بتفجير العبوة الناسفة في السوق. أسفر الانفجار عن مقتل سبعة مدنيين وجرح 55 شخصاً، منهم خمسة في حالة خطيرة.
ذكر الجهاد الإسلامي أن العملية نفذها شاب فلسطيني يبلغ من العمر 20 عامًا يدعى حسن أبو زيد وينحدر من بلدة قباطية في الضفة الغربية.

### القتلى
| - مايكل كويفمان، 68، من الخضيرة - بيراهيا مخلوف، 53، من الخضيرة - صبيحة نيسيم، 66، من موشاف أحيتوف - جميل محمد قعدان، 48، من باقة الغربية | - يعكوف رحماني، 68، من الخضيرة - غينيا بوليس، 66، من الخضيرة - لاريسا غريشتشينكو، 39، من الخضيرة – توفيت بعد 4 سنوات بسبب جراحها |

## المنفذون
حركة الجهاد الإسلامي في فلسطين التي أعلنت مسؤوليتها عن العملية، ذكرت أن العملية تأتي رداً على قيام إسرائيل باغتيال القيادي في الحركة لؤي سعدي قائد سرايا القدس. وصرح القيادي في الحركة أبو مؤمن لوسائل الإعلام «أن هذه العملية مجرد رد أولي للمقاومة الفلسطينية وأن رداً أكثر قسوة قادم.»

## ردود الفعل الرسمية
الأطراف المعنية
 إسرائيل:
- دعا متحدث باسم الحكومة الإسرائيلية السلطة الفلسطينية إلى «بذل المزيد من الجهود لنزع سلاح وتفكيك المنظمة الإرهابية.»[13]
- مارك ريغف، وهو متحدث باسم وزارة الخارجية الإسرائيلية رد أن «عباس يقول الشيء الصحيح. ولكن إذا كان لدينا انتقاد تجاهه فهو أنه يقول الكلام الصحيح، ونحن في انتظاره لمتابعة هذه الالتزامات. الآن هناك بعض الخطوات التي اتخذت ولكن نحن حقاً بحاجة إلى رؤية عملية نزع سلاح جدية لهذه الجماعات المتطرفة.»

 السلطة الوطنية الفلسطينية:
- أدان رئيس السلطة محمود عباس العملية، وقال: «أنها تضر بالمصالح الفلسطينية ومن شأنها توسيع دائرة العنف، والفوضى، والتطرف وإراقة الدماء.».[14]
- المفاوض الفلسطيني صائب عريقات شجب العملية وأعرب عن أمله بأن لا يتضرر السلام بين الجانبين.
- خضر حبيب، وهو متحدث باسم الجهاد الإسلامي صرح أن «حركة الجهاد التزمت بالتهدئة، ولاتزال ملتزمة، ولكن ينبغي أن تكون هذه التهدئة متبادلة. لا يمكن أن نسمح بهدنة من جانب واحد.»

دولية
 الولايات المتحدة: أدان المتحدث باسم البيت الأبيض سكوت ماكليلان العملية ودعا القيادة الفلسطينية إلى القضاء على المسلحين الفلسطينيين.

## روابط خارجية
- At Least Five Killed in Bombing at Israeli Marketplace - نشر في واشنطن بوست يوم 27 أكتوبر 2005
- Suicide Bombing Kills at Least 5, Israeli Police Say - نشر في نيويورك تايمز يوم 26 أكتوبر 2005
- Five die in Israel market bombing - نشر في بي بي سي نيوز يوم 27 أكتوبر 2005
- Woman injured in Hadera terror attack dies 4 years later - نشر في واينت يوم 17 سبتمبر 2009